# Eiskunstlauf-Europameisterschaften 1986
Die 78. Eiskunstlauf-Europameisterschaften fanden vom 28. Januar bis 2. Februar 1986 in Kopenhagen statt.

## Ergebnisse

### Herren
| Platz | Sportler              | Land                   |
| ----- | --------------------- | ---------------------- |
| 1     | Jozef Sabovčík        | Tschechoslowakei       |
| 2     | Wladimir Kotin        | Sowjetunion            |
| 3     | Alexander Fadejew     | Sowjetunion            |
| 4     | Wiktor Petrenko       | Sowjetunion            |
| 5     | Grzegorz Filipowski   | Polen                  |
| 6     | Falko Kirsten         | DDR                    |
| 7     | Petr Barna            | Tschechoslowakei       |
| 8     | Laurent Depouilly     | Frankreich             |
| 9     | Richard Zander        | BR Deutschland         |
| 10    | Frederic Harpages     | Frankreich             |
| 11    | Paul Robinson         | Vereinigtes Königreich |
| 12    | Lars Dresler          | Dänemark               |
| 13    | Nils Köpp             | DDR                    |
| 14    | Oliver Höner          | Schweiz                |
| 15    | Thomas Hlavik         | Österreich             |
| 16    | Alessandro Riccitelli | Italien                |
| 17    | András Száraz         | Ungarn                 |
| 18    | Stephen Pickavance    | Vereinigtes Königreich |
| 19    | Oula Jaaskelainen     | Finnland               |
| 20    | Peter Johansson       | Schweden               |
| 21    | Tomislav Čižmešija    | Jugoslawien            |
| 22    | Boiko Alexijew        | Bulgarien              |
| 23    | Fernando Soria        | Spanien                |
|       | Heiko Fischer (Z)     | BR Deutschland         |

- Z = Zurückgezogen

### Damen
| Platz | Sportlerin        | Land                   |
| ----- | ----------------- | ---------------------- |
| 1     | Katarina Witt     | DDR                    |
| 2     | Kira Iwanowa      | Sowjetunion            |
| 3     | Anna Kondraschowa | Sowjetunion            |
| 4     | Natalja Lebedewa  | Sowjetunion            |
| 5     | Claudia Leistner  | BR Deutschland         |
| 6     | Claudia Villiger  | Schweiz                |
| 7     | Susan Jackson     | Vereinigtes Königreich |
| 8     | Constanze Gensel  | DDR                    |
| 9     | Agnès Gosselin    | Frankreich             |
| 10    | Susanne Becher    | BR Deutschland         |
| 11    | Joanne Conway     | Vereinigtes Königreich |
| 12    | Cornelia Tesch    | BR Deutschland         |
| 13    | Lotta Falkenbäck  | Schweden               |
| 14    | Tamara Téglássy   | Ungarn                 |
| 15    | Elise Ahonen      | Finnland               |
| 16    | Zeljka Čižmešija  | Jugoslawien            |
| 17    | Li Scha Wang      | Niederlande            |
| 18    | Manuela Tschupp   | Schweiz                |
| 19    | Beatrice Gelmini  | Italien                |
| 20    | Florence Copp     | Frankreich             |
| 21    | Sandra Escoda     | Spanien                |
| 22    | Anita Thorenfeldt | Norwegen               |
| 23    | Petja Gawasowa    | Bulgarien              |

### Paare
| Platz | Sportler                              | Land                   |
| ----- | ------------------------------------- | ---------------------- |
| 1     | Jelena Walowa / Oleg Wassiljew        | Sowjetunion            |
| 2     | Jekaterina Gordejewa / Sergei Grinkow | Sowjetunion            |
| 3     | Jelena Betschke / Waleri Kornijenko   | Sowjetunion            |
| 4     | Katrin Kanitz / Tobias Schröter       | DDR                    |
| 5     | Manuela Landgraf / Ingo Steuer        | DDR                    |
| 6     | Lenka Knapová / René Novotný          | Tschechoslowakei       |
| 7     | Marianne Ocvirek / Holger Maletz      | BR Deutschland         |
| 8     | Sylvie Vacquero / Didier Manaud       | Frankreich             |
| 9     | Kerstin Kimminus / Stefan Pfrengle    | BR Deutschland         |
| 10    | Cheryl Peake / Andrew Naylor          | Vereinigtes Königreich |

### Eistanz
| Platz | Sportler                                | Land                   |
| ----- | --------------------------------------- | ---------------------- |
| 1     | Natalja Bestemjanowa / Andrei Bukin     | Sowjetunion            |
| 2     | Marina Klimowa / Sergei Ponomarenko     | Sowjetunion            |
| 3     | Natalja Annenko / Genrich Sretenski     | Sowjetunion            |
| 4     | Kathrin Beck / Christoff Beck           | Österreich             |
| 5     | Antonia Becherer / Ferdinand Becherer   | BR Deutschland         |
| 6     | Klára Engi / Attila Tóth                | Ungarn                 |
| 7     | Isabella Michel / Roberto Pelizzola     | Italien                |
| 8     | Isabelle Duchesnay / Paul Duchesnay     | Frankreich             |
| 9     | Sharon Jones / Paul Askham              | Vereinigtes Königreich |
| 10    | Věra Řeháková / Ivan Havránek           | Tschechoslowakei       |
| 11    | Elizabeth Coates / Alan Abretti         | Vereinigtes Königreich |
| 12    | Stefania Calegari / Pasquale Camerlengo | Italien                |
| 13    | Kinga Wertan / János Demeter            | Ungarn                 |
| 14    | Claudia Schmidlin / Daniel Schmidlin    | Schweiz                |
| 15    | Andrea Weppelmann / Hendryk Schamberger | BR Deutschland         |
| 16    | Christina Bojanowa / Jawor Iwanow       | Bulgarien              |
| 17    | Beata Kawelczyk / Tomasz Politański     | Polen                  |
| 18    | Susanna Rahkamo / Petri Kokko           | Finnland               |